# Divízió I 2019
La Divízió I 2019 (detta anche "Powerade Divízió I 2019" per ragioni di sponsorizzazione) è la 13ª edizione del campionato di football americano di secondo livello, organizzato dalla MAFSZ.

## Squadre partecipanti
| Club                 | Città       | Stadio | Sponsor ufficiale | Risultato nella stagione 2018 |
| -------------------- | ----------- | ------ | ----------------- | ----------------------------- |
| Budapest Cowbells 2  | Budapest    |        |                   |                               |
| Budapest Eagles      | Budapest    |        | TD Store          |                               |
| Budapest Titans      | Budapest    |        |                   |                               |
| Budapest Wolves 2    | Budapest    |        |                   |                               |
| Dabas Sparks         | Dabas       |        |                   |                               |
| DEAC Gladiators      | Debrecen    |        |                   |                               |
| Dunaújváros Gorillaz | Dunaújváros |        |                   |                               |
| Eger Heroes          | Eger        |        |                   |                               |
| Nyíregyháza Tigers   | Nyíregyháza |        |                   |                               |
| Szombathely Crushers | Szombathely |        |                   |                               |

## Stagione regolare

### Calendario

#### 1ª giornata
| 16 marzo 2019 | Nyíregyháza Tigers | 22 – 0 | Budapest Eagles |  |

#### 2ª giornata
| 23 marzo 2019 | Budapest Titans | 20 – 19 | DEAC Gladiators |  |

| 23 marzo 2019 | Budapest Cowbells 2 | 16 – 9 | Dabas Sparks |  |

| 24 marzo 2019 | Budapest Wolves | 3 – 34 | Dunaújváros Gorillaz |  |

#### 3ª giornata
| 30 marzo 2019 | Budapest Eagles | 2 – 25 | Budapest Titans |  |

| 30 marzo 2019 | Dunaújváros Gorillaz | 35 – 0 | Dabas Sparks |  |

| 30 marzo 2019 | Szombathely Crushers | 49 – 20 | Budapest Cowbells 2 |  |

| 31 marzo 2019 | DEAC Gladiators | 0 – 20 | Nyíregyháza Tigers |  |

| 31 marzo 2019 | Budapest Wolves 2 | 7 – 27 | Eger Heroes |  |

#### 4ª giornata
| 6 aprile 2019 | Nyíregyháza Tigers | 28 – 35 | Eger Heroes |  |

#### 5ª giornata
| 13 aprile 2019 | Szombathely Crushers | 44 – 0 | Dabas Sparks |  |

| 13 aprile 2019 | DEAC Gladiators | 23 – 9 | Budapest Wolves 2 |  |

| 14 aprile 2019 | Budapest Titans | 7 – 14 | Budapest Cowbells 2 |  |

| 14 aprile 2019 | Budapest Eagles | 19 – 41 | Dunaújváros Gorillaz |  |

#### 6ª giornata
| 27 aprile 2019 | Eger Heroes | 35 – 18 | Budapest Titans |  |

| 27 aprile 2019 | Budapest Eagles | 0 – 62 | Szombathely Crushers |  |

| 28 aprile 2019 | Dunaújváros Gorillaz | 27 – 30 (d.t.s.) | Nyíregyháza Tigers |  |

| 28 aprile 2019 | Dabas Sparks | 14 – 3 | Budapest Wolves 2 |  |

#### 7ª giornata
| 12 maggio 2019 | Budapest Cowbells 2 | 6 – 14 | Eger Heroes |  |

#### 8ª giornata
| 18 maggio 2019 | Budapest Titans | 18 – 59 | Szombathely Crushers |  |

| 18 maggio 2019 | Eger Heroes | 31 – 14 | Dunaújváros Gorillaz |  |

#### 9ª giornata
| 25 maggio 2019 | Dabas Sparks | 18 – 13 | DEAC Gladiators |  |

| 25 maggio 2019 | Budapest Wolves 2 | 35 – 0 | Budapest Eagles |  |

| 26 maggio 2019 | Budapest Cowbells 2 | 33 – 6 | Nyíregyháza Tigers |  |

#### 10ª giornata
| 1º giugno 2019 | Dunaújváros Gorillaz | 7 – 45 | Szombathely Crushers |  |

#### 11ª giornata
| 8 giugno 2019 | Szombathely Crushers | 45 – 14 | Budapest Wolves 2 |  |

| 8 giugno 2019 | Eger Heroes | 48 – 19 | DEAC Gladiators |  |

| 9 giugno 2019 | Nyíregyháza Tigers | 28 – 21 | Budapest Titans |  |

| 9 giugno 2019 | Dabas Sparks | 30 – 12 | Budapest Eagles |  |

#### 12ª giornata
| 22 giugno 2019 | DEAC Gladiators | 0 – 27 | Budapest Cowbells 2 |  |

### Classifiche
Le classifiche della regular season sono le seguenti:
- PCT = percentuale di vittorie, G = partite giocate, V = partite vinte,  P = partite perse, PF = punti fatti, PS = punti subiti

#### Girone Ovest
| Pos. | Squadra              | PCT   | G | V | N | P | PF  | PS  |
| ---- | -------------------- | ----- | - | - | - | - | --- | --- |
| 1    | Szombathely Crushers | 1.000 | 6 | 6 | 0 | 0 | 259 | 59  |
| 2    | Dunaújváros Gorillaz | .500  | 6 | 3 | 0 | 3 | 158 | 128 |
| 3    | Dabas Sparks         | .500  | 6 | 3 | 0 | 3 | 71  | 114 |
| 4    | Budapest Wolves 2    | .167  | 6 | 1 | 0 | 5 | 71  | 143 |
| 5    | Budapest Eagles      | .000  | 6 | 0 | 0 | 6 | 33  | 215 |

#### Girone Est
| Pos. | Squadra             | PCT   | G | V | N | P | PF  | PS  |
| ---- | ------------------- | ----- | - | - | - | - | --- | --- |
| 1    | Eger Heroes         | 1.000 | 6 | 6 | 0 | 0 | 190 | 92  |
| 2    | Budapest Cowbells 2 | .667  | 6 | 4 | 0 | 2 | 116 | 85  |
| 3    | Nyíregyháza Tigers  | .667  | 6 | 4 | 0 | 2 | 134 | 116 |
| 4    | Budapest Titans     | .333  | 6 | 2 | 0 | 4 | 109 | 157 |
| 5    | DEAC Gladiators     | .167  | 6 | 1 | 0 | 5 | 74  | 142 |

## Playoff

### Tabellone
|  | Semifinali | Semifinali           | Semifinali |             |   | XIII Pannon Bowl     | XIII Pannon Bowl | XIII Pannon Bowl |  |
|  |            |                      |            |             |   |                      |                  |                  |  |
|  | 1O         | Szombathely Crushers | 35         |             |   |                      |                  |                  |  |
|  | 1O         | Szombathely Crushers | 35         |             |   |                      |                  |                  |  |
|  | 2E         | Budapest Cowbells 2  | 17         |             |   |                      |                  |                  |  |
|  | 2E         | Budapest Cowbells 2  | 17         |             | 1 | Szombathely Crushers | 32               |                  |  |
|  |            |                      |            |             | 1 | Szombathely Crushers | 32               |                  |  |
|  |            |                      | 2          | Eger Heroes | 0 |                      |                  |                  |  |
|  | 1E         | Eger Heroes          | 2          | Eger Heroes | 0 | 21                   |                  |                  |  |
|  | 1E         | Eger Heroes          |            |             |   |                      |                  |                  |  |
|  | 2O         | Dunaújváros Gorillaz | 7          |             |   |                      |                  |                  |  |

### Semifinali
| 29 giugno 2019 | Szombathely Crushers | 35 – 17 | Budapest Cowbells 2 |  |

| 29 giugno 2019 | Eger Heroes | 21 – 7 | Dunaújváros Gorillaz |  |

### XIII Pannon Bowl
| 13 luglio 2019 | Szombathely Crushers | 32 – 0 | Eger Heroes |  |

## Verdetti
- Szombathely Crushers Vincitori della Divízió I 2019